# Flaga stanowa Luizjany
Flaga stanowa Luizjany – flaga amerykańskiego stanu Luizjana. Składa się z pelikana karmiącego pisklęta krwią z własnej piersi na niebieskim tle, pod nim znajduje się biała wstęga z napisem "Unia, sprawiedliwość, zaufanie".

## Historia
Emblemat pochodzi z pieczęci stanowej, ustanowionej w 1812 roku, kiedy Luizjana stała się jednym ze stanów. Pelikan brunatny jest jednym z symboli Luizjany. Zwierzę karmiące pisklęta krwią z własnej piersi jest symbolem poświęcenia. 

### Pierwsza flaga
W lutym 1861 roku rząd stanowy ustanowił flagę składającą się z 13 równej wysokości poziomych czerwonych, niebieskich i białych pasów. W lewym górnym rogu flagi na czerwonym kantonie znajdowała się żółta gwiazda. Flaga obowiązywała do końca wojny secesyjnej.

### Aktualna Flaga
Została przyjęta 1 lipca 1912. W kwietniu 2006 roku flagę zmodyfikowano, wprowadzając krople krwi na piersi pelikana. W 2010 roku wizerunek pelikana został zmieniony na bardziej realistyczny.

## Galeria

Flaga wprowadzona w lutym 1861, w użyciu do 1912
Flaga stanowa Luizjany 1912-2006
Flaga stanowa Luizjany 2006-2010